# Toroderoides quadrimaculata
Toroderoides quadrimaculata là một loài bọ cánh cứng trong họ Chrysomelidae. Loài này được Doeberl miêu tả khoa học năm 1998.